# Limnophora spoliata
Limnophora spoliata är en tvåvingeart som beskrevs av Stein 1915. Limnophora spoliata ingår i släktet Limnophora och familjen husflugor. Inga underarter finns listade i Catalogue of Life.